# Sezamki

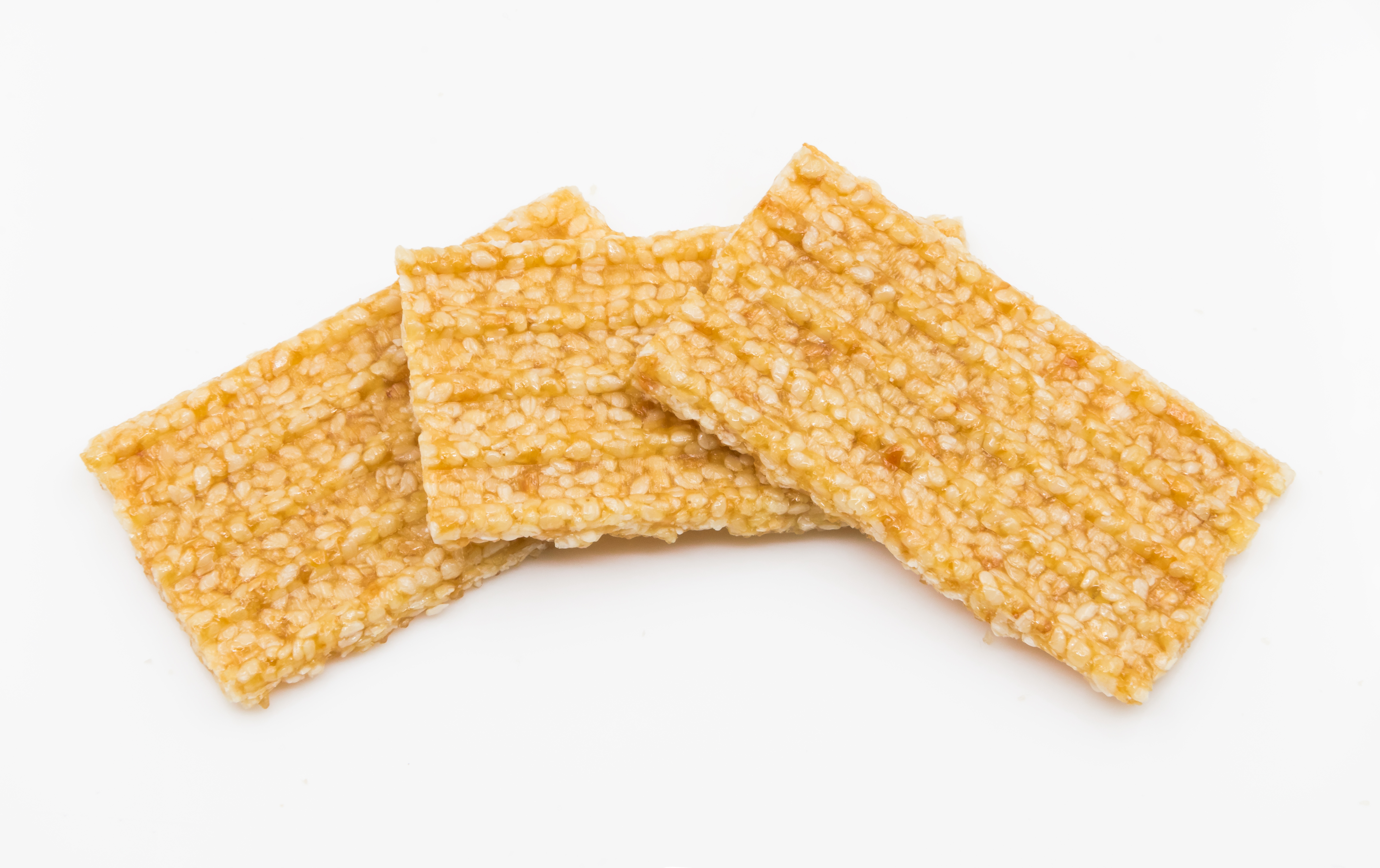
Sezamki

Sezamek – cukierek lub ciastko wykonane z ziaren sezamu.  Tradycyjnie jako słodkie spoiwo dla uprażonych nasion wykorzystuje się  cukier lub miód. W produkcji masowej stosuje się też syropy: glukozowy, glukozowo-fruktozowy, ryżowy etc.